# Okręg Lens
Okręg Lens (fr. Arrondissement de Lens) – okręg w północnej Francji. Populacja wynosi 369 tysięcy.

## Podział administracyjny
W skład okręgu wchodzą następujące kantony:
- Avion,
- Bully-les-Mines,
- Carvin,
- Courrières,
- Harnes,
- Hénin-Beaumont,
- Leforest,
- Lens-Est,
- Lens-Nord-Est,
- Lens-Nord-Ouest,
- Liévin-Nord,
- Liévin-Sud,
- Montigny-en-Gohelle,
- Noyelles-sous-Lens,
- Rouvroy,
- Sains-en-Gohelle,
- Wingles.